# Юуру (волость)
Юуру (эст. Juuru   ) — бывшая волость в Эстонии в составе уезда Рапламаа.

## Положение
Площадь волости — 152,4 км², численность населения на  1 января 2012 года — 1651 человек.
Административный центр волости — посёлок Юуру. Помимо этого, на территории волости находятся ещё 11 деревень.
В 2016 году фирма Höhle OÜ основала в деревне Ялусе предприятие, которое производит из пластика микротрубки, необходимые для монтажа оптико-волоконных (световых) кабелей.